# A Place in Time
A Place In Time è un film documentario del 2007 diretto da Angelina Jolie.

## Produzione
Il film segna il debutto alla regia per Angelina Jolie ed è stato prodotto dal Palus Infigo. Tra gli interpreti: Anne Hathaway, Colin Farrell e la stessa Angelina Jolie che, assieme al resto del cast, vestono i panni di loro stessi.
Il film nasce dall'idea di poter immaginare di vedere le più disparate parti del mondo nello stesso istante.
Per questo ciascun membro del cast ha acceso la propria fotocamera nel luogo assegnatogli. Il documentario risulta dunque un'unione di questi 12 video di 3 minuti ciascuno girati nello stesso momento del gennaio 2005 in 12 diverse parti del mondo.

### Location
I video sono stati realizzati in Italia, Paesi Bassi, Afghanistan, Cambogia, Argentina, Ciad, Capo Horn, Islanda, India, Nigeria, Namibia, Kosovo.

## Distribuzione
Il film è stato distribuito anche con il titolo A Moment In The World.
Il film è stato presentato al Tribeca Film Festival del 2007.